# Dieter Brenninger
Dieter Brenninger (Altenerding, 1944. február 16. –) nyugatnémet labdarúgó.

## Pályafutása

### Klubcsapatban
1962-ben junior csapatából az SpVgg Altenerdingből az FC Bayern Münchenbe igazolt. Az FC Bayern München mezében egy alkalommal német bajnokságot, négy alkalommal német kupát és egyszer Kupagyőztesek Európa-kupáját nyert. Végigjátszotta az 1967-es KEK-döntőt. Bajor szerelésben 276 mérkőzésen 111 gólt szerzett. 1971-ben egy szezonra a svájci Young Boys Bern csapatába igazolt. 1972-ben visszatért az NSZK-ba. 1972-től 1976-ig a VfB Stuttgart csapatában futballozott, ahol 99 mérkőzést játszott és 16 gólt szerzett. Az 1976-1977-es szezonban a TSV 1860 Rosenheim csapatában játszott. Visszavonulása előtt az 1977-1978-as szezonban nevelő csapatában, szülővárosába az SpVgg Altenerdingben játszott.

### A válogatottban
NSZK labdarúgó-válogatottjában 1969. május 10.-én a VB-selejtezőn lépett pályára Ausztria ellen Georg Volkert cseréjeként.

### Sikerei, díjai
Bayern München
- Német bajnokság
  - bajnok: 1969
- Nyugatnémet labdarúgókupa (DFB Pokal)
  - győztes: 1966, 1967, 1969 és 1971
- Kupagyőztesek Európa-kupája
  - győztes: 1967